# Masayuki Omori
Masayuki Omori (大森 征之 Omori Masayuki?), född 9 november 1976 i Saitama prefektur, är en japansk före detta fotbollsspelare.
Omori började sin karriär 1995 i Sanfrecce Hiroshima. Efter Sanfrecce Hiroshima spelade han för Sagan Tosu och Nagoya Grampus. Med Nagoya Grampus vann han japanska cupen 1999. Han avslutade karriären 2008.